# Palacio de los Condes de Argillo
El palacio de los Condes de Argillo, situado en Morata de Jalón, (provincia de Zaragoza) es un palacio construido entre 1672 y 1676 bajo la dirección de Juan de la Marca por encargo de don Francisco Sanz de Cortés, marqués de Villaverde y conde de Morata y Atarés. 
Se observa en este palacio un cambio de planteamiento respecto a modelos renacentistas, pues en este caso el edificio se abre más al exterior, al entorno urbano que lo rodea. De este modo, presenta dos fachadas claramente diferenciadas, la delantera abierta a una plaza pública y la trasera a un jardín privado. 
El edificio cuenta con una planta en H, con un gran volumen central prolongado por dos alas transversales en los extremos, de las cuales la izquierda corresponde a la iglesia parroquial (existente con anterioridad al palacio) y la derecha se abre a modo de lonja. Ambas construcciones se rematan con una torre en el ángulo que da a la plaza. La fachada delantera, con función claramente representativa, está construida en ladrillo sobre un zócalo de piedra, presenta una portada abierta en arco de medio punto dovelado y dos pisos con balcones. 
El conjunto se corona con una galería de óculos separados por ménsulas figuradas que sujetan un potente alero, todo ello realizado en yeso y dotado de una gran unidad compositiva y plasticidad. La fachada trasera, con vistas al jardín, es mucho más sencilla, con torreoncillos en los ángulos para alojar las escaleras de caracol. 
En el interior, que ha sufrido diversas reformas con el paso del tiempo, destaca la gran escalera imperial que comunica los diferentes pisos. En el piso noble existen varios salones, entre los que llama la atención el llamado «salón pintado» con una profusa decoración de yeserías y pintura mural. 